# Viktor Zvjahincev
Viktor Zvjahincev (ukrajinsky Віктор Олександрович Звягінцев, 22. října 1950 Stalino – 22. dubna 2022) byl ukrajinský fotbalista, obránce, jenž reprezentoval někdejší Sovětský svaz. Po skončení aktivní kariéry působil jako trenér. Byl členem fotbalového kongresu mezinárodně neuznávané Doněcké lidové republiky.

## Fotbalová kariéra
V nejvyšší soutěži Sovětského svazu hrál za FK Šachtar Doněck, PFK CSKA Moskva, Dynamo Kyjev a SK Tavrija Simferopol, nastoupil v 211 ligových utkáních. S Šachtarem Doněck vyhrál v roce 1980 Sovětský fotbalový pohár. V Poháru mistrů evropských zemí nastoupil v 1 utkání a v Poháru UEFA nastoupil v 1 utkání. Za reprezentaci Sovětského svazu nastoupil v letech 1975–1976 ve 13 utkáních a dal 1 gól. Reprezentoval Sovětský svaz na LOH 1976 v Montrealu, kde nastoupil ve 3 utkáních, dal 1 gól a získal s týmem bronzové medaile za třetí místo.

## Ligová bilance
| Ročník                               | Zápasy | Góly | Klub                  |
| ------------------------------------ | ------ | ---- | --------------------- |
| Sovětská fotbalová Vysšaja liga 1970 | 12     | 0    | FK Šachtar Doněck     |
| Sovětská fotbalová Vysšaja liga 1972 | 5      | 0    | PFK CSKA Moskva       |
| Sovětská fotbalová Vysšaja liga 1973 | 28     | 0    | FK Šachtar Doněck     |
| Sovětská fotbalová Vysšaja liga 1974 | 17     | 0    | FK Šachtar Doněck     |
| Sovětská fotbalová Vysšaja liga 1975 | 27     | 0    | FK Šachtar Doněck     |
| Sovětská fotbalová Vysšaja liga 1976 | 5      | 0    | Dynamo Kyjev          |
| Sovětská fotbalová Vysšaja liga 1977 | 26     | 0    | FK Šachtar Doněck     |
| Sovětská fotbalová Vysšaja liga 1978 | 0      | 0    | FK Šachtar Doněck     |
| Sovětská fotbalová Vysšaja liga 1979 | 27     | 0    | FK Šachtar Doněck     |
| Sovětská fotbalová Vysšaja liga 1980 | 10     | 0    | FK Šachtar Doněck     |
| Sovětská fotbalová Vysšaja liga 1981 | 33     | 0    | SK Tavrija Simferopol |
| CELKEM 1. liga                       | 211    | 0    |                       |

## Vyznamenání
- Řád za zásluhy III. třídy